# Пасічник Василь Іванович
Васи́ль Іва́нович Па́січник (*7 квітня 1937) — український лікар-педіатр, кандидат медичних наук, заслужений лікар України.

## Життєпис
Лікар-педіатр за освітою, закінчив Львівський державний медичний інститут. Розпочав трудову діяльність на посаді дільничного педіатра на Волині, як професіонал пройшов шлях до головного педіатра, а згодом — заступника завідувача обласного відділу охорони здоров'я з питань охорони материнства і дитинства та медичних проблем аварії на ЧАЕС Чернігівської області..
З 1995 року очолив Чернігівський центр медико-соціальної реабілітації дітей-інвалідів «Відродження», який проводить медико-соціальну реабілітацію дітей з органічними ураженнями центральної нервової системи та іншими захворюваннями, що призводять до соціальної дезадаптації. У жовтні 2001-го на базі громадської організації — Центру «Відродження» — відкрито обласне відділення для реалізації державної програми — постанови Кабінету Міністрів України «Про Концепцію ранньої соціальної реабілітації дітей-інвалідів», а в 2006 році — державний заклад «Обласний Центр медико-соціальної реабілітації дітей-інвалідів» (з 2009 року — комунальний заклад «Обласний Центр соціальної реабілітації дітей-інвалідів»).
Василь Пасічник — організатор охорони здоров'я вищої категорії, понад 50 років віддав справі охорони здоров'я дітей.
Як науковець — учасник з'їздів педіатрів, симпозіумів конференцій, у тому числі міжнародних. Має понад 50 друкованих праць і науково-практичних повідомлень.

## Нагороди та відзнаки
- Орден князя Ярослава Мудрого IV ступеня (25 червня 2016) — за значний особистий внесок у державне будівництво, соціально-економічний, науково-технічний, культурно-освітній розвиток України, вагомі трудові здобутки та високий професіоналізм[2].
- Орден князя Ярослава Мудрого V ступеня (23 серпня 2005) — за значний особистий внесок у соціально-економічний, науковий та культурний розвиток України, вагомі трудові здобутки та активну громадську діяльність[3].
- Ювілейна медаль «20 років незалежності України» (19 серпня 2011) — за значний особистий внесок у соціально-економічний, науково-технічний та культурно-освітній розвиток Української держави, вагомі трудові здобутки та багаторічну сумлінну працю[4].
- Почесне звання «Заслужений лікар України».
- Почесний титул доктора наук Anglia Ruskin University (Велика Британія, 2014).
- Почесний громадянин міста Чернігова (17 серпня 2017) — за видатні заслуги в галузях охорони здоров'я та соціального захисту[5].